# Sloveni
Slovenii  (în slovenă Slovenci) sunt un popor, locuitorii nativi ai Sloveniei, parte a grupului slavilor de sud. Marea majoritatea a slovenilor trăiesc în Slovenia, grupuri compacte de asemenea locuiesc în sudul Austriei (Sloveni Carintieni), regiunile de graniță cu Italia (Slavia Friulană) și în urma emigrației în Statele Unite, Argentina, Germania, Canada, etc. Religia predominantă este catolicismul.
Cu toate că ocupă un areal destul de restrâns, limba slovenă de-a lungul secolelor a căpătat un nivel înalt de dialectism, din cauza izolării cauzate de relieful montan al țării. 